# 聚楽第行幸
聚楽第行幸（じゅらくていぎょうこう、じゅらくだいぎょうこう）とは、豊臣秀吉・秀次親子（養父子）の招請により、1588年（天正16年）と1592年（天正20年）に行われた天皇の行幸である。ここでは、1度目と2度目に分けて説明する。
1度目の行幸
豊臣秀吉が関白に任ぜられ、京都に邸宅兼城郭である聚楽第を築いたさいに、正親町上皇と後陽成天皇を招き行ったもの。
2度目の行幸
豊臣秀吉から関白職と聚楽第を譲り受けた豊臣秀次が、自らが秀吉の後継者であることを世に示すため、再度、後陽成天皇を招き行ったもの。